# قلعه‌بویون
قلعه‌بویون (به لاتین: Qalaboyun) یک منطقه مسکونی در جمهوری آذربایجان است که در شهرستان تووز واقع شده است. قلعه‌بویون ۴۲۶ نفر جمعیت دارد.